# Кокимбо
Кокимбо (на испански: Coquimbo) е пристанищен град в Чили. Столица и най-голям град на провинция Елки, регион Кокимбо. Площта на града е 41,82 km2, а на едноименната община – 1429,3 km2. Към 2012 г. населението на града е 154 316, а на общината – 200 117 души.

## Етимология
Името на града е с неясен и оспорван произход. Според една от теориите то произлиза от думата coquimpu, което на неизвестен език означава „място със спокойни води“, а коренните народи чанго и диагита, които населявали местността, са го внесли в своя речник. Тази теория обаче не е подкрепена с исторически доказателства. Според най-разпространената теория, името произлиза от qulqi и tanpu, които на езика качуа означават съответно „сребро“ и „странноприемница“, а съчетанието било променено впоследствие от испанските завоеватели през Qulquimpu и Coquimpu до Coquimbo, като до средата на 19 век така се наричал не само градът, а и долината Елки и районът на град Ла Серена.

## История
Мястото, на което днес се намира Кокимбо, е използвано от местните индианци като място за пребиваване и риболов. По-късно и Педро де Валдивия (който минава оттам през 1550 г.), и Хуан Боон (който през 1554 г. усвоява близко разположения град Ла Серена) отчитат, че това място е добро за пристанище. За благоприятното разположение свидетелстват и записките на много капитани и пирати през годините. Въпреки това до първата четвърт на 19 век Кокимбо не е нещо повече от малко, слабо населено рибарско селище, като вероятно една от основните причини за това е липсата на питейна вода. През 1840 г. Буенавентура Аргандоня Суберкасо дарява част от земите си, за да може върху тях да бъдат построени първото училище, плацдарма, гробището и църквата Сан Педро (за чийто строеж тя дава и пари). На 28 декември 1862 г. е открита железопътната линия, която свързва пристанището на Кокимбо с Ла Серена и медните мини в провинция Елки, което дава начало на разрастването на селището. Много европейци, предимно англичани, се заселват там. На 24 септември 1864 г. от територията на департамент Ла Серена се отделя новосъздаденият департамент Пристанище Кокимбо (със столица Кокимбо), като по този начин за първи път от колониалната ера е прекъсната административната връзка между Кокимбо и Ла Серена. На 5 май 1867 г. Кокимбо е обявен за град. От 70-те години на 19 век градът процъфтява още повече, благодарение на износа на мед в посока Суонзи и развитието на индустрията и търговията от заселилите се англичани, французи и американци. В малките часове на 11 ноември 1922 г. Кокимбо е залят от цунами с височина 7 метра, предизвикано след земетресението във Вайенар няколко минути преди полунощ; в резултат на цунамито в града загиват стотици хора. Разцветът на Кокимбо е прекъснат от Голямата депресия, защото пристанището играе важна роля в износа на мед и нитрати, който съставлява 80% от приходите на Чили, а по време на кризата търсенето на тези суровини спада значително. Чили е най-засегнатата държава от икономическата криза, а едно от последствията е намалението на заплатите в армията на страната, което се усеща особено драстично във Военноморските сили, където още преди кризата има стриктно разделение между редниците и сержантите от една страна и офицерите от друга. В резултат на това на 31 август 1931 г. избухва бунт на редниците и офицерите, като началото е дадено в Кокимбо, в чието пристанище се намират 14 военни кораба и подводници. На 6 септември Военновъздушните сили атакуват флота, а ден по-късно бунтовниците се предават. По време на диктатурата на Аугусто Пиночет община Кокимбо се разраства значително, взимайки територии на общините Овайе и Андакойо, като по този начин увеличава площта си с една трета. На 16 септември 2015 г. Кокимбо е засегнат от земетресение с магнитуд 8,3 по скалата на Рихтер, чийто епицентър е на по-малко от 200 km от града – шестото най-силно в историята на Чили, а предизвиканото от него цунами, високо 4,5 метра, залива града; осем от жертвите са от Кокимбо.

## География
Кокимбо се намира на едноименния залив на Тихия океан, на около 390 km северно от столицата на Чили Сантяго и на 12 km югозападно от столицата на регион Кокимбо – Ла Серена. С Ла Серена образува конурбация с над 410 000 жители, като по този начин се превръща в четвъртия най-голям метрополен регион в страната. Старата част на Кокимбо (където е и пристанището) е разположена на полуостров.

### Климат
Климатът в Кокимбо е студен пустинен по климатичната класификация на Кьопен (BWk). Средната годишна температура е 14 °С. Максималната температура през лятото рядко достига 30 °С. Годишните валежи са сравнително ниски.
| Климатични данни на Кокимбо        | Климатични данни на Кокимбо | Климатични данни на Кокимбо | Климатични данни на Кокимбо | Климатични данни на Кокимбо | Климатични данни на Кокимбо | Климатични данни на Кокимбо | Климатични данни на Кокимбо | Климатични данни на Кокимбо | Климатични данни на Кокимбо | Климатични данни на Кокимбо | Климатични данни на Кокимбо | Климатични данни на Кокимбо | Климатични данни на Кокимбо |
| Месеци                             | яну.                        | фев.                        | март                        | апр.                        | май                         | юни                         | юли                         | авг.                        | сеп.                        | окт.                        | ное.                        | дек.                        | Годишно                     |
| Средни максимални температури (°C) | 21                          | 21                          | 20                          | 19                          | 17                          | 16                          | 16                          | 16                          | 17                          | 18                          | 19                          | 20                          | 18,3                        |
| Средни температури (°C)            | 17                          | 17                          | 16                          | 14                          | 13                          | 12                          | 12                          | 12                          | 12                          | 13                          | 15                          | 16                          | 14                          |
| Средни минимални температури (°C)  | 14                          | 14                          | 13                          | 11                          | 10                          | 8                           | 8                           | 8                           | 9                           | 10                          | 11                          | 13                          | 10,8                        |
| Средни месечни валежи (mm)         | 0                           | 1                           | 1                           | 2                           | 23                          | 32                          | 24                          | 18                          | 4                           | 2                           | 1                           | 1                           | 108                         |
| ---------------------------------- | --------------------------- | --------------------------- | --------------------------- | --------------------------- | --------------------------- | --------------------------- | --------------------------- | --------------------------- | --------------------------- | --------------------------- | --------------------------- | --------------------------- | --------------------------- |
| Източник:                          |                             |                             |                             |                             |                             |                             |                             |                             |                             |                             |                             |                             |                             |

## Икономика
Кокимбо е важен индустриален и транспортен център. Пристанището играе основна роля в експорта на стоки, добити или произведени в региона, най-вече плодове, мед и вино. В община Кокимбо се намират някои от най-големите риболовни компании в региона. В последните години туризмът започва да се развива с бързи темпове.

## Транспорт
През Кокимбо минава Рута 5, част от Панамериканската магистрала, която свързва града с други големи населени места на север до Арика и границата с Перу и на юг до Пуерто Монт. В близост преминава и Рута 43, свързваща Ла Серена с Овайе.

## Спорт
Футболният отбор Кокимбо Унидо е двукратен вицешампион на Примера Дивисион и двукратен шампион на втора дивизия. През сезон 2015/2016 се състезава във втора дивизия. Играе домакинските си срещи на стадион Франсиско Санчес Руморосо. Градът е домакин на кръг от Рали Мобил. Близо до Кокимбо има и добри условия за сърф.

## Побратимени градове
- Елбльонг
- Гваделупе
- Сан Хуан

## Известни личности
Родени в Кокимбо
- Карлос Кармона, футболист

Творили в Кокимбо
- Игнаци Домейко, геолог, минералог, географ и етнолог, национален герой на Чили